# RTX2010
Az RTX2010 egy az Intersil által gyártott sugárzás ellen védett mikroprocesszor, megvalósításában kétvermes gép. Ezt a processzort számos űreszközben felhasználták.

## Jellemzői

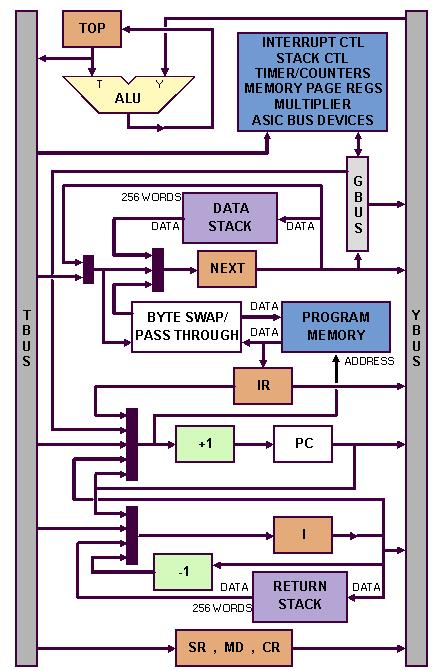
A Harris RTX 2000 processzor blokkvázlata

Ez a processzor egy kétvermes gép, mindkét verme 256 szó „mély” ill. tárolására képes, és támogatja a Forth nyelvű utasítások közvetlen végrehajtását. A szubrutinhívások és az azokból való visszatérés csak egy processzorciklust igényel, és igen alacsony és állandó megszakítási latenciával rendelkezik: a megszakítások feldolgozási ideje csak négy processzor-ciklus, és ez különösen alkalmassá teszi valós idejű alkalmazásokban való felhasználásra.

## Története
1983-ban Charles Moore implementált egy processzort a szintén általa alkotott Forth nyelvhez. A processzor kaputömb formájában készült (gate array), és közvetlenül a Forth nyelv utasításait hajtotta végre. Mivel a Forth két vermet használó virtuális gépként fogható fel, a Novix N4000 elnevezésű processzor szintén egy kettős verem felépítésű (kétvermes) gépet valósít meg. 1988-ban a továbbfejlesztett processzort eladták a Harris Semiconductor cégnek, amely RTX2000 néven kezdte reklámozni és forgalmazni; a processzort ellátták sugárzás elleni fokozott védelemmel és kifejezetten világűrbeli felhasználásra ajánlották.

## RTX2010 processzort használó űreszközök
- Advanced Composition Explorer (ACE) napszonda
- NEAR Shoemaker űrszonda
- TIMED atmoszféravizsgáló műhold
- Rosetta's Leszállóegység - Philae

## Fordítás
Ez a szócikk részben vagy egészben  a   RTX2010 című angol Wikipédia-szócikk ezen változatának fordításán alapul.  Az eredeti cikk szerkesztőit annak laptörténete sorolja fel. Ez a jelzés csupán a megfogalmazás eredetét és a szerzői jogokat jelzi, nem szolgál a cikkben szereplő információk forrásmegjelöléseként.